# Aeroporto di Altay
L'Aeroporto di Altay (IATA: AAT, ICAO: ZWAT) è un aeroporto cinese che serve la città di Altay, sede dell'omonima prefettura situata nella Provincia e Regione autonoma di Sinkiang, situato a circa 7 km sud-sud-ovest dal suo centro.
La struttura, posta all'altitudine di 750 m / 2 460 ft sul livello del mare, è dotata di un terminal, una torre di controllo e di una pista d'atterraggio con orientamento 11/29, con fondo in calcestruzzo, lunga 1 750 m per 45 m di larghezza (5 741 x 148 ft).
L'aeroporto, gestito dall'Amministrazione dell'aviazione civile della Cina (Civil Aviation Administration of China, CAAC), effettua attività secondo le regole del volo strumentale (IFR) ed è aperto al traffico commerciale.